# B-15冰山

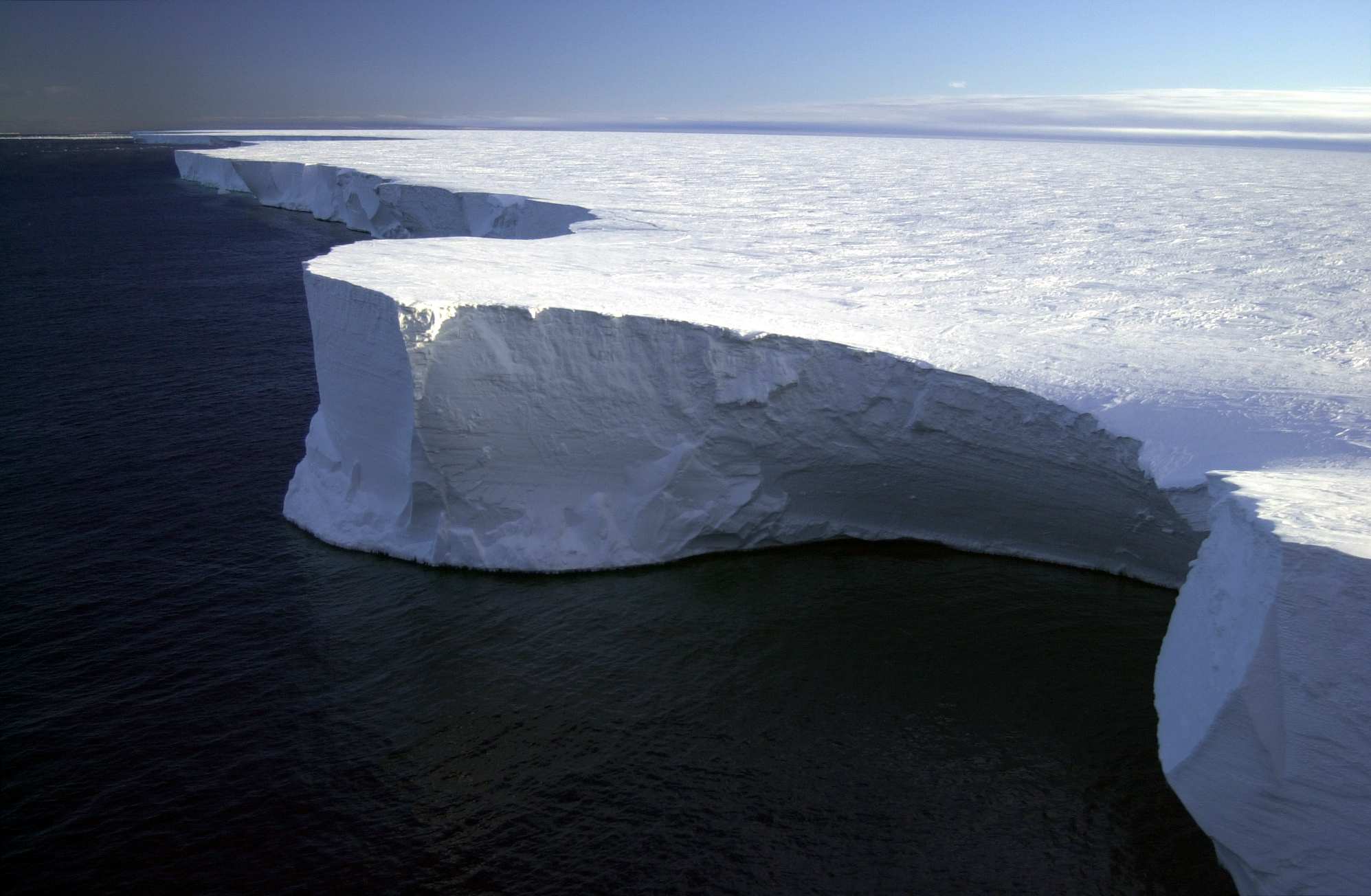
B-15冰山

B-15冰山（英語：Iceberg B-15）是南极洲的冰山，位于南乔治亚和福克兰群岛之间，长295公里、宽37公里，面积11,000平方公里（约等于整个牙买加岛的面积），是全世界有记录的最大冰山，2000年3月从南极洲的罗斯冰架崩裂分离出来。